# Configni (Acquasparta)
Configni è una frazione del comune di Acquasparta (TR).
Il piccolo borgo si trova a 380 m s.l.m. ed a circa 2 km dal capoluogo: da esso si può ammirare un vasto panorama che spazia sino a Todi.
Secondo i dati del censimento Istat 2001, gli abitanti sono 89  (circa un centinaio secondo il sito del comune).

## Storia
Costruito in epoca medievale, è abbellito dalla presenza dei resti di due piccole rocche, che furono occupate da una guarnigione: la Rocca di Montalbano. Nell'alto medioevo alcuni fondi territoriali sono stati di pertinenza dei monaci benedettini di Farfa, intorno al 1000, il Castello entrò a far parte delle Terre Arnolfe. Tuttavia, in un documento del 1277 si legge che il paese prestava la sua fedeltà a Narni, offrendo un cero per la festa di San Giovenale.
Per un certo periodo appartenne alla Chiesa (1399) e a Tommaso Martani (1438).
Venne poi occupato dagli Orsini (1629), che lo fortificarono, e tornò poi a Narni su ordine di Clemente XI (1708).
Nel 1831, a marzo, l'ex-ufficiale napoleonico e rivoluzionario Sercognani combatté un'aspra battaglia contro le truppe pontificie.

## Economia e manifestazioni
L'agricoltura è praticata (olivo e vite), mentre oramai il castello è occupato da residenze private.
La seconda domenica di settembre vi si svolge la festa della Madonna Addolorata; il patrono è santo Stefano (26 dicembre).

## Monumenti e luoghi d'interesse
- La prima rocca era a pianta quadrangolare (XII secolo): rimane solo una delle torri angolari, oramai rudere;
- La seconda rocca, di cui rimangono due torri quadrate unite da una costruzione con corte interna, è in buono stato di conservazione.